# Nørre Bjert Sogn
Nørre Bjert Sogn ist eine Kirchspielsgemeinde (dän.: Sogn) am Nordufer des Koldingfjord im südlichen Dänemark. Bis 1970 gehörte sie zur Harde Brusk Herred im damaligen Vejle Amt, danach zur Kolding Kommune im erweiterten Vejle Amt, die im Zuge der  Kommunalreform zum 1. Januar 2007 in der „neuen“ Kolding Kommune in der Region Syddanmark aufgegangen ist.
Von den 62.338 Einwohnern von Kolding leben 6564 im Kirchspiel (Stand:1. Januar 2023). Im Kirchspiel liegt die Kirche „Nørre Bjert Kirke“.
Nachbargemeinden sind im Norden Eltang Sogn, im Nordwesten Bramdrup Sogn und im Westen Sankt Nicolai Sogn.